# Innere Stadt

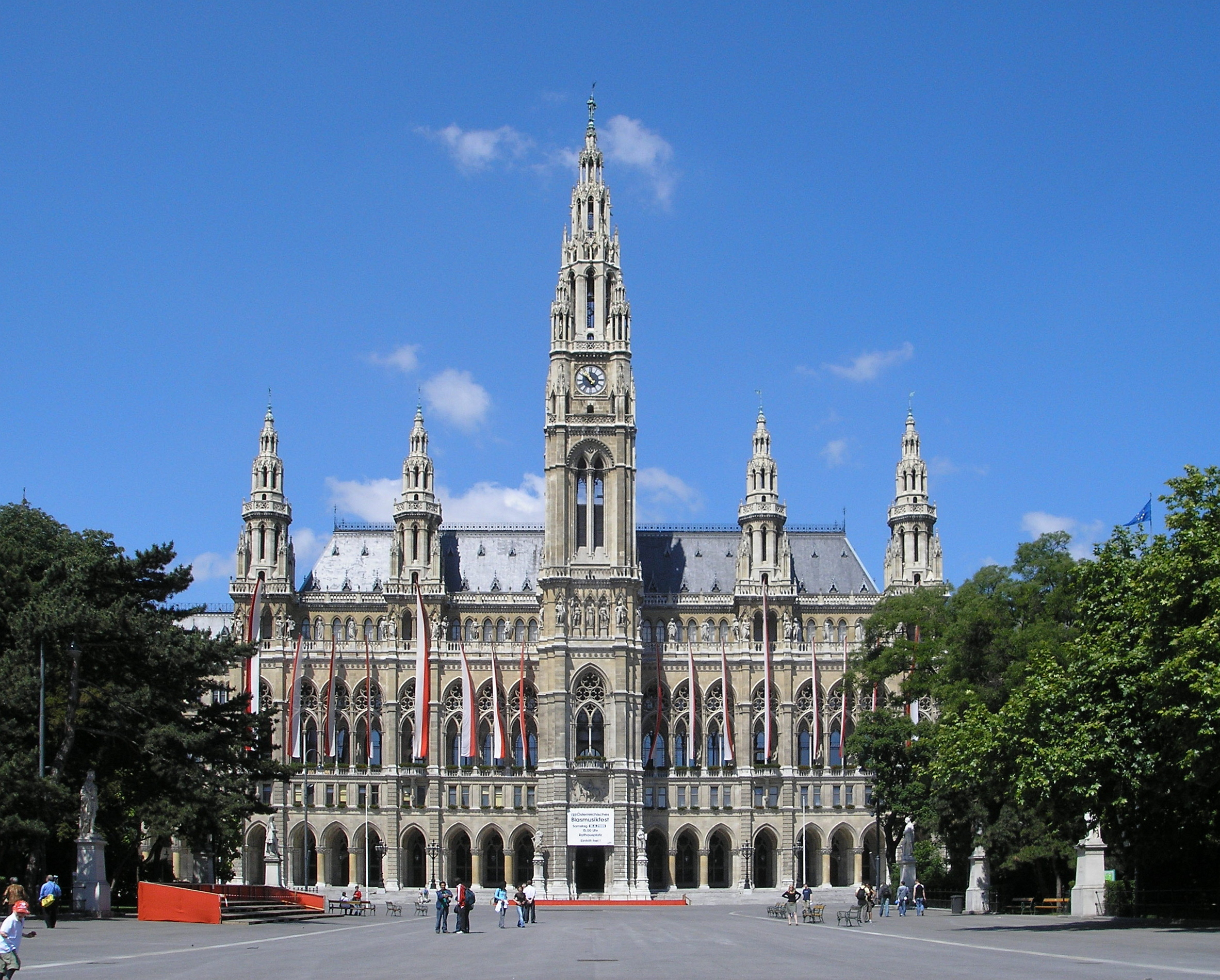
Stadshuset, juni 2006. Stadshuset (Rathaus) ligger vid Rathausplatz i Innere Stadt.

Innere Stadt är ett distrikt (tyska: Gemeindebezirk) i Österrikes huvudstad Wien. Wien är indelat i 23 distrikt och Innere Stadt har distriktsnummer 1.
Antalet invånare är 15 700. Arean är 2,9 kvadratkilometer. Innere Stadt gränsar till distrikten Leopoldstadt, Landstrasse, Wieden, Mariahilf, Neubau, Josefstadt och Alsergrund. 